# Fußball-Weltmeisterschaft der Frauen 2011/Kanada
Dieser Artikel behandelt die Kanadische Fußballnationalmannschaft der Frauen bei der Fußball-Weltmeisterschaft der Frauen 2011 in Deutschland. Kanada lag vor der WM auf Platz 6 der FIFA-Weltrangliste, das ist die bisher beste Platzierung. Kanada nahm seit 1995 an allen Weltmeisterschaften teil, bei denen 2003 als beste Platzierung Rang 4 erreicht wurde. Kanada ist das größte Land aller Teilnehmer (ca. 10 Millionen km²), hat aber nach Australien die geringste Bevölkerungsdichte (3,4 Einwohner/km²). Kanada hatte sich auch um die Ausrichtung der WM beworben, den Zuschlag erhielt dann aber Deutschland. Die nächste Weltmeisterschaft der Frauen durfte dann 2015 Kanada austragen.

## Qualifikation
Kanada qualifizierte sich als Sieger des CONCACAF Women’s Gold Cup 2010 für die Endrunde und ließ dabei die USA hinter sich. Die Qualifikation wurde bereits durch den Sieg im Halbfinale gesichert. Das Finale wurde mit 1:0 gegen Mexiko gewonnen. Somit qualifizierte sich Kanada ohne Punktverlust mit 17:0 Toren für die WM. Erfolgreichste Torschützinnen für Kanada waren Christine Sinclair (6 Tore, davon vier – drei als „lupenreiner“ Hattrick – im Spiel gegen Guyana) und Jonelle Filigno (4).

### Der Weg zur WM
Die Meisterschaft fand im Oktober und November 2010 in der mexikanischen Stadt Cancún statt. Kanada war als eine der drei stärksten Nationalmannschaften für die Endrunde gesetzt und somit automatisch qualifiziert. Die Vorrunde wurde im Ligasystem ausgetragen.

#### Vorrunde
| Rang | Land                | Tore | Punkte |
| ---- | ------------------- | ---- | ------ |
| 1    | Kanada              | 12:0 | 9      |
| 2    | Mexiko              | 9:5  | 6      |
| 3    | Trinidad und Tobago | 4:4  | 3      |
| 4    | Guyana              | 3:19 | 0      |

| 29. Oktober 2010    |   |        |           |
| Trinidad und Tobago | – | Kanada | 0:1 (0:0) |
| 31. Oktober 2010    |   |        |           |
| Kanada              | – | Guyana | 8:0 (2:0) |
| 2. November 2010    |   |        |           |
| Mexiko              | – | Kanada | 0:3 (0:2) |

#### Halbfinale
| 5. November 2010 |   |        |           |
| Costa Rica       | – | Kanada | 0:4 (0:0) |

## Kader für die WM
Am 16. Juni wurde der Kader für die WM benannt. Erfahrenste Spielerinnen sind die Rekordnationalspielerin und -torschützin Christine Sinclair sowie Diana Matheson, Brittany Timko und Rhian Wilkinson, die schon mindestens 100 Länderspiele bestritten haben und auch bei den letzten WM-Turnieren eingesetzt wurden. Die Spielerinnen haben eine Durchschnittsgröße von 1,69 m, wobei Diana Matheson mit 1,54 m die kleinste und Kaylyn Kyle sowie die dritte Torhüterin Stephanie Labbé mit 1,78 m die größten Spielerinnen sind.
| Nr.                           | Spieler              | Geburtsdatum | Verein                      | Länderspiele | Länderspieltore | WM-Spiele             | WM 2011 | WM 2011 | WM 2011      | WM 2011          | WM 2011     | WM 2011 |
|                               |                      |              |                             |              |                 |                       | Sp.     | Tore    | Gelbe Karten | Gelb-Rote Karten | Rote Karten |         |
| Tor                           | Tor                  | Tor          | Tor                         | Tor          | Tor             | Tor                   | Tor     | Tor     | Tor          | Tor              | Tor         | Tor     |
| ----------------------------- | -------------------- | ------------ | --------------------------- | ------------ | --------------- | --------------------- | ------- | ------- | ------------ | ---------------- | ----------- | ------- |
| 1                             | Karina LeBlanc       | 30.03.1980   |                             | 089          | 0               | 1 (2003, 2007)        | 1       | 0       | 0            | 0                | 0           |         |
| 18                            | Erin McLeod          | 26.02.1983   | magicJack                   | 064          | 0               | 3 (2003, 2007)        | 2       | 0       | 0            | 0                | 0           |         |
| 21                            | Stephanie Labbé      | 10.10.1986   | Piteå IF                    | 08           | 0               |                       | 0       | 0       | 0            | 0                | 0           |         |
| Abwehr                        |                      |              |                             |              |                 |                       |         |         |              |                  |             |         |
| 2                             | Emily Zurrer         | 12.07.1987   | Vancouver Whitecaps         | 048          | 02              |                       | 3       | 0       | 0            | 0                | 0           |         |
| 4                             | Carmelina Moscato    | 02.05.1984   |                             | 052          | 02              | 1 (2003)              | 0       | 0       | 0            | 0                | 0           |         |
| 5                             | Robyn Gayle          | 31.10.1985   | Vancouver Whitecaps         | 045          | 0               | 0 (2007)              | 1       | 0       | 0            | 0                | 0           |         |
| 7                             | Rhian Wilkinson      | 12.05.1982   | Team Strømmen FK            | 103          | 07              | 9 (2003, 2007)        | 3       | 0       | 0            | 0                | 0           |         |
| 9                             | Candace Chapman      | 02.04.1983   | Western New York Flash      | 091          | 06              | 2 (2007)              | 3       | 0       | 0            | 0                | 0           |         |
| 17                            | Brittany Timko       | 05.09.1985   |                             | 103          | 04              | 7 (2003, 2007)        | 2       | 0       | 0            | 0                | 0           |         |
| 20                            | Marie-Ève Nault      | 16.02.1982   | Ottawa Fury                 | 045          | 0               |                       | 2       | 0       | 0            | 0                | 0           |         |
| Mittelfeld                    |                      |              |                             |              |                 |                       |         |         |              |                  |             |         |
| 3                             | Kelly Parker         | 08.03.1981   | Atlanta Beat                | 015          | 01              |                       | 1       | 0       | 0            | 0                | 0           |         |
| 6                             | Kaylyn Kyle          | 06.10.1988   | Vancouver Whitecaps         | 034          | 02              |                       | 3       | 0       | 0            | 0                | 0           |         |
| 8                             | Diana Matheson       | 06.04.1984   | Team Strømmen FK            | 125          | 09              | 9 (2003, 2007)        | 3       | 0       | 1            | 0                | 0           |         |
| 11                            | Desiree Scott        | 31.07.1987   | Vancouver Whitecaps         | 024          | 0               |                       | 2       | 0       | 0            | 0                | 0           |         |
| 13                            | Sophie Schmidt       | 28.06.1988   | Vancouver Whitecaps         | 066          | 03              | 3 (2007)              | 3       | 0       | 0            | 0                | 0           |         |
| 19                            | Chelsea Stewart      | 28.04.1990   | Vancouver Whitecaps         | 024          | 0               |                       | 1       | 0       | 0            | 0                | 0           |         |
| Angriff                       |                      |              |                             |              |                 |                       |         |         |              |                  |             |         |
| 10                            | Jodi-Ann Robinson    | 17.04.1989   | Vancouver Whitecaps         | 051          | 07              | 3 (2007)              | 1       | 0       | 0            | 0                | 0           |         |
| 12                            | Christine Sinclair   | 12.06.1983   | Western New York Flash      | 162          | 117             | 9 (2003, 2007)        | 3       | 1       | 0            | 0                | 0           |         |
| 14                            | Melissa Tancredi     | 27.12.1981   | Vancouver Whitecaps         | 064          | 013             | 2 (2007)              | 3       | 0       | 0            | 0                | 0           |         |
| 15                            | Christina Julien     | 06.05.1988   | Ottawa Fury                 | 030          | 07              |                       | 2       | 0       | 0            | 0                | 0           |         |
| 16                            | Jonelle Filigno      | 24.09.1990   | Rutgers University          | 042          | 08              |                       | 3       | 0       | 0            | 0                | 0           |         |
| Trainerstab                   |                      |              |                             |              |                 |                       |         |         |              |                  |             |         |
| Head Coach                    | Carolina Morace      | 05.02.1964   | Canadian Soccer Association | 150          | 105             | 4 (1991)              | 3       | 0       | 0            | 0                | 0           |         |
| Co-Trainerin                  | Elisabetta Bavagnoli | 03.09.1963   |                             | 073          | 01              | 3 (1991)              | 3       | 0       | 0            | 0                | 0           |         |
| Co-Trainerin                  | Andrea Neil          | 26.10.1971   |                             | 132          | 025             | 10 (1995, 1999, 2003) | 3       | 0       | 0            | 0                | 0           |         |
| Torwarttrainer                | Max Colucci          | 23.04.1971   |                             |              |                 |                       | 3       | 0       | 0            | 0                | 0           |         |
| Anmerkungen:1. 2. 3. 4. 5. 6. |                      |              |                             |              |                 |                       |         |         |              |                  |             |         |

Vier Spielerinnen wurden benannt, die nachrücken würden, falls sich vor dem Eröffnungsspiel eine Spielerin verletzt:
| Spieler            | Geburtsdatum | Verein                  | Länderspiele | Länderspieltore | WM-Spiele |
| ------------------ | ------------ | ----------------------- | ------------ | --------------- | --------- |
| Rachelle Beanlands | 1993         | Ottawa Fury             | 0            | 0               |           |
| Melanie Booth      | 24.08.1984   | Vancouver Whitecaps     | 049          | 01              |           |
| Chelsea Buckland   | 20.01.1990   | Oregon State University | 03           | 0               |           |
| Brooke McCalla     | 09.07.1987   | Master’s Futbol Academy | 07           | 0               |           |
| Anmerkungen:1. 2.  |              |                         |              |                 |           |

## Vorbereitung
Die kanadische Mannschaft bereitete sich seit März 2011 in der Nähe von Rom auf die WM vor und trug in dieser Zeit fünf Freundschaftsspiele aus:
| Datum         | Ort                   | Gegner      | Ergebnis  | Torschützen                                                  | Besonderheiten           |
| ------------- | --------------------- | ----------- | --------- | ------------------------------------------------------------ | ------------------------ |
| 15. Mai 2011  | Rom (Italien)         | Schweiz     | 1:1 (0:1) | Kaylyn Kyle; Caroline Abbé                                   |                          |
| 18. Mai 2011  | Niederhasli (Schweiz) | Schweiz     | 2:1 (1:1) | Caroline Abbé (ET), Christina Julien; Ana Maria Crnogorčević |                          |
| 28. Mai 2011  | Rom (Italien)         | Niederlande | 2:0 (0:0) | Jodi-Ann Robinson, Christina Julien                          |                          |
| 7. Juni 2011  | Telki (Ungarn)        | Ungarn      | 0:0       |                                                              | 1. Spiel gegen Ungarn    |
| 14. Juni 2011 | Rom (Italien)         | Nordkorea   | 2:0 (2:0) | Kaylyn Kyle, Jonelle Filigno                                 | 1. Spiel gegen Nordkorea |

Am 19. Juni traf die Mannschaft in Berlin ein.

## Gruppenspiele
In Gruppe A traf Kanada im Eröffnungsspiel auf Gastgeber und Titelverteidiger Deutschland. Nach 10 Minuten ging Deutschland durch ein Tor von Kerstin Garefrekes in Führung, in der 42. Minute erhöhte Célia Okoyino da Mbabi auf 2:0, als die kanadische Abwehr auf Abseits spielte. In der 2. Halbzeit konnten die Kanadierinnen mehrere gute Möglichkeiten der deutschen Mannschaft schadlos überstehen. In der 82. Minute verwandelte Christine Sinclair einen Freistoß zum 1:2-Endstand. Es war die 10. Niederlage der Kanadierinnen im 10. Spiel gegen Deutschland.
Im folgenden Spiel traf Kanada auf Frankreich. Die Kanadierinnen, bei denen Spielführerin Christine Sinclair wegen des im Spiel gegen Deutschland erlittenen Nasenbeinbruchs mit einer Gesichtsmaske spielte, gingen engagiert zur Sache, blieben aber in ihren Angriffsbemühungen erfolglos. Dagegen nutzten die Französinnen sofort ihre erst große Torchance in der 24. Minute. In der Folge wurden die Französinnen immer dominanter, konnten aber weitere Chancen zunächst nicht nutzen. Erst in der zweiten Halbzeit gelangen ihnen in der 60., 67. und 83. Minute weitere Tore. Kanada blieb zwar weiterhin bemüht zumindest einen Ehrentreffer zu erzielen, scheiterte dabei aber immer wieder. Es war erst die zweite Niederlage im siebten Spiel gegen Frankreich, dreimal konnte Kanada zuvor gewinnen, zwei Spiele endeten remis. Da auch Nigeria gegen Deutschland verlor, bedeutet die Niederlage das vorzeitige Aus für Kanada in der Vorrunde.
Im letzten Spiel der Gruppenphase gegen Afrikameister Nigeria ging es für beide um nichts mehr, da auch Nigeria bereits vorzeitig ausgeschieden war. Gegen Nigeria gab es zuvor erst ein Spiel, das bei der WM 1995 in der Gruppenphase 3:3 endete. Kanada begann mit LeBlanc im Tor und Marie-Ève Nault, die im ersten Spiel gegen Deutschland zur Halbzeit ausgewechselt worden war, stand wieder in der Startelf. Auch wenn es für beide um nichts mehr ging, gingen beide Mannschaften engagiert zur Sache, wobei Kanada den besseren Start hatte. Aber auch in diesem letzten Gruppenspiel gelang den Kanadierinnen kein Punktgewinn. In der 73. Minute erzielte Perpetua Nkwocha den 1:0-Siegtreffer für Nigeria, daran konnten auch die letzten Angriffsbemühungen der Kanadierinnen nichts ändern. Somit schied Kanada ohne Punktgewinn aus dem Turnier aus, ist aber als Gastgeber bereits für die WM 2015 qualifiziert.
| Rang | Land        | Tore | Punkte |
| ---- | ----------- | ---- | ------ |
| 1    | Deutschland | 7:3  | 9      |
| 2    | Frankreich  | 7:4  | 6      |
| 3    | Nigeria     | 1:2  | 2      |
| 4    | Kanada      | 1:7  | 0      |

| Sonntag, 26. Juni 2011, 18:00 Uhr in Berlin    |   |            |           |
| Deutschland                                    | – | Kanada     | 2:1 (2:0) |
| Donnerstag, 30. Juni 2011, 18:00 Uhr in Bochum |   |            |           |
| Kanada                                         | – | Frankreich | 0:4 (0:1) |
| Dienstag, 5. Juli 2011, 20:45 Uhr in Dresden   |   |            |           |
| Kanada                                         | – | Nigeria    | 0:1 (0:0) |

Durch die drei Niederlagen fiel Kanada in der FIFA-Weltrangliste auf Platz 8 zurück. Am 20. Juli trat Carolina Morace als Trainerin zurück.

## Auszeichnungen
Das Tor von Christine Sinclair gegen Deutschland wurde für die Wahl zum besten Tor des Turniers nominiert.